# Venus as a Boy (película)
Venus as a Boy es una película de drama y romance estadounidense escrita y dirigida por Ty Hodges y protagonizando Hodges y Olivia Culpo.

## Reparto
- Ty Hodges como Hunter
- Olivia Culpo como Ruby
- Trace Lysette como Hendrix
- Bai Ling como Cleo
- Estelle como Alo
- Gilles Marini como Pierre
- Daniel Bonjour como Johnny
- Stacy Barthe como La Madonna Negra
- Lola Blanc como Margie
- Johnny Rivas como Francisco
- Cottrell Guidry como Ashley
- Eddie 'Mijo' Rodriguez como Mijo
- DJ Beat como Él mismo
- Shavya Samala como Penelope
- Preston James Hiller como Agente Tanner
- Anthony C. Stafford como Lyman

## Lanzamiento
La película se estrenó en línea en Estados Unidos en el Festival de Tribeca en junio de 2021.